# Ranong (provincie)
Ranong is een Thaise provincie in het zuiden van Thailand. In december 2002 had de provincie 163.160 inwoners; daarmee is Ranong de 76e provincie qua bevolking in Thailand. Met een oppervlakte van 3298 km² is Ranong de 59e provincie qua omvang in Thailand. De provincie ligt op ongeveer 568 kilometer van Bangkok. Ranong grenst aan de provincies/landen: Myanmar, Chumphon, Surat Thani en Phang Nga. Ranong heeft een kustlijn van ongeveer 93,2 km.

## Provinciale symbolen
|  | Op het zegel is een kasteel op de top van een heuvel te zien, wat herinnert aan koning Chulalongkorn (Rama V), die Ranong eens heeft bezocht en toen overnachtte in het kasteel Ratana Rangsan op de heuvel Niveskiri. De provinciale boom is de Banaba (Lagerstroemia speciosa). De provinciale bloem is de orchidee Dendrobium formosum. |

## Klimaat
De gemiddelde jaartemperatuur is 28 graden, de temperatuur schommelt tussen 19 graden en 36 graden. Gemiddeld valt er 5249 mm regen per jaar. Een ondersoort van de batagurschildpad (Batagur baska ranongensis) komt endemisch voor in Changwat Ranong.

## Geschiedenis

### Tsunami's
Op 26 december 2004 verwoestten tsunami's ontstaan als gevolg van een zeebeving bij Sumatra de kuststreken van Phuket. Er vielen 146 slachtoffers en meer dan 150 gewonden (cijfers 28 december 21.00 uur) en er was grote materiële schade.

## Politiek

### Bestuurlijke indeling
De provincie is onderverdeeld in 4 districten (Amphoe) en 1 subdistrict (King Amphoe), die zelf weer verdeeld zijn in 30 gemeenten (tambon) en 167 dorpen (moobaan).
| Amphoe 1. Mueang Ranong 2. La-un 3. Kapoe 4. Kra Buri | King Amphoe 1. Suk Samran |  |